# Kalanchoe bergeri
Kalanchoe bergeri ist eine Pflanzenart der Gattung Kalanchoe in der Familie der Dickblattgewächse (Crassulaceae).

## Beschreibung

### Vegetative Merkmale
Kalanchoe bergeri ist eine ein- oder zweijährige, krautige Pflanze, die Wuchshöhen von 10 bis 30 Zentimeter erreicht. Sie ist vollständig drüsig-haarig oder manchmal etwas kahl. Ihre wenig verzweigten, rötlichen Triebe sind niederliegend. Die fleischigen Laubblätter sind gestielt. Der fleischige, etwas stängelumfassende Blattstiel ist 5 bis 15 Millimeter lang. Die längliche, länglich kreisrunde, kreisrunde bis verkehrt eiförmige Blattspreite ist 1 bis 4 Zentimeter lang und 0,7 bis 2,4 Zentimeter breit. Ihre Spitze ist stumpf bis gerundet, die Basis verschmälert. Der Blattrand ist gekerbt.

### Generative Merkmale
Der Blütenstand sind kleine bis zu fünfblütige Zymen. Die hängenden Blüten stehen an 15 bis 18 Millimeter langen Blütenstielen. Der Kelch ist dicht lang behaart und die Kelchröhre 0,5 bis 2 Millimeter lang. Die dreieckigen bis länglichen, zugespitzten Kelchzipfel sind 7 bis 10 Millimeter lang und 3 bis 4 Millimeter breit. Die urnenförmige Blütenkrone ist blassgelb, rot getönt und spärlich lang behaart. Die Kronröhre ist 10 bis 12 Millimeter lang. Ihre eiförmigen, stumpfen Kronzipfel weisen eine Länge von 6 bis 8 Millimeter auf und sind 7 bis 9 Millimeter breit. Die Staubblätter sind unterhalb der Mitte der Kronröhre angeheftet und ragen nicht aus der Blüte heraus. Die eiförmigen Staubbeutel sind etwa 2 Millimeter lang. Die trapezförmigen, ausgerandeten Nektarschüppchen weisen eine Länge von 1 bis 1,6 Millimeter auf. Das eiförmige Fruchtblatt weist eine Länge von 7 bis 10 Millimeter auf. Der Griffel ist 4 bis 7 Millimeter lang.
Die verkehrt eiförmigen Samen erreichen eine Länge von etwa 1 Millimeter.

## Systematik und Verbreitung
Kalanchoe bergeri ist auf Madagaskar auf Granitfelsen in Höhen von 2400 Metern verbreitet.
Die Erstbeschreibung durch Raymond-Hamet und Henri Perrier de La Bâthie wurde 1914 veröffentlicht.

## Nachweise